# 瓦格納冰原島峰
83°58′S 66°30′W / 83.967°S 66.500°W
瓦格納冰原島峰（英語：Wagner Nunatak）是南極洲的冰原島峰，位於伊利沙伯女皇地，處於布萊克本冰原島峰以南17公里，美國地質調查局根據測量和該國海軍的空中照片繪入地圖，現時由南極條約體系管理。